# Карлентини Норд
Карлентини Норд је насеље у Италији у округу Сиракуза, региону Сицилија.
Према процени из 2011. у насељу је живело 944 становника. Насеље се налази на надморској висини од 92 м.